# Великая Ведмежка
Вели́кая Ведме́жка (укр. Велика Ведмежка) — село в Маневичской поселковой общине Камень-Каширского района Волынской области Украины.
До 2020 года входило в Маневичский район.
Код КОАТУУ — 0723680901. Население по переписи 2001 года составляет 313 человек. Почтовый индекс — 44631. Телефонный код — 3376. Занимает площадь 8,6 км².